# Folião de Fachas
O Folião de Fachas (em galego: Folión de Fachas) é uma festa que se celebra na última sexta-feira de setembro na Besta (Vilelos, O Saviñao). Está na linha do Folião de Castelo, também conhecido como Queima das Fachas de Castelo, em Taboada, e com a Festa dos Fachos de Castro Caldelas.
Os foliões de fachas eram comuns nas vésperas de festa na Ribeira Sacra, além de outras celebrações como Os Remedios na cidade de Ourense, por Allariz e na Merca. Destaca o Folião de Vilelos por ser o que melhor conserva a tradição de subir, em processão, com fachas com lume o castro do lugar.
Nas semanas prévias os vizinhos percorrem os outros à procura de agúcios secos, destinados à elaboração das fachas. Estes levam no dia indicado para o campo da festa. À meia-noite ateiam lume (fogo) e ascendem com elas até a croa do castro.